# زوددویچه تسایتونگ

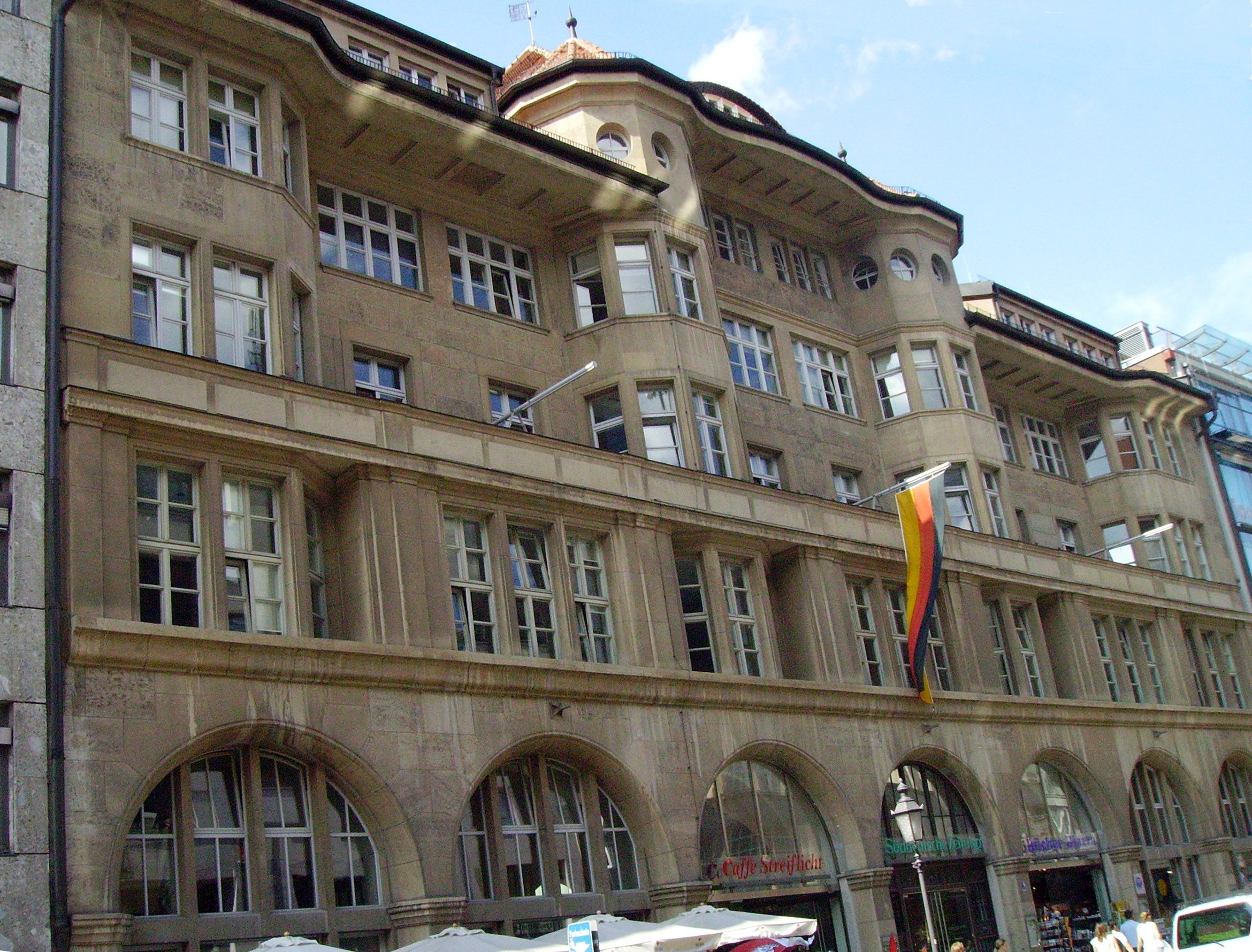
ساختمان مرکزی روزنامه زوددویچه سایتونگ در مونیخ

زوددویچه تْسایتونگ (به آلمانی: Süddeutsche Zeitung) پرتیراژترین روزنامهٔ آلمان است و در مونیخ منتشر می‌شود.
اگرچه نام این روزنامه «روزنامهٔ آلمان جنوبی» است اما روزنامه‌ای سراسری است. تسایتونگ در آلمانی به معنی روزنامه است و این روزنامه در سرتاسر آلمان بیش از یک میلیون خواننده دارد. این روزنامه از نظر سیاسی سلیقهٔ لیبرال دارد.
این روزنامه اولین روزنامه‌ای بود که در اکتبر ۱۹۴۵ از سوی ارتش آمریکا در ایالت بایرن اجازهٔ انتشار یافت.